# Dominic Condrau
Dominic-Remo Condrau (* 17. August 1999) ist ein Schweizer Ruderer. Er gewann bis 2024 eine Silbermedaille bei Europameisterschaften.

## Sportliche Karriere
Dominic Condrau nahm 2016 an den Junioren-Weltmeisterschaften teil und belegte den achten Platz im Achter. Im Jahr darauf siegte er bei den Junioren-Weltmeisterschaften 2017 im Doppelvierer. Bei den U23-Weltmeisterschaften 2018 wurde er Sechster mit dem Doppelvierer, 2019 wurde er Neunter im Doppelzweier. 2021 nahm Condrau noch einmal an den U23-Weltmeisterschaften teil und wurde Neunter mit dem Vierer ohne Steuermann.
2022 wurde Condrau mit dem Doppelvierer Zehnter bei den Europameisterschaften und Elfter bei den Weltmeisterschaften. 2023 erreichte Condrau bei den Europameisterschaften den sechsten Platz mit dem Vierer ohne Steuermann. Für die dreieinhalb Monate später stattfindenden Weltmeisterschaften in Belgrad wechselte Condrau zurück in den Doppelvierer. Dominic Condrau, Jonah Plock, Scott Bärlocher und Maurin Lange erreichten in Belgrad den fünften Platz und damit die direkte Olympiaqualifikation für den Schweizer Doppelvierer. 2024 gewann der Doppelvierer in dieser Besetzung die Silbermedaille bei den Europameisterschaften in Szeged hinter den Italienern und vor den Polen. Bei den Olympischen Spielen 2024 in Paris belegte der Schweizer Doppelvierer den sechsten Platz.
Dominic Condrau kommt aus Rapperswil-Jona, trainiert aber am Leistungszentrum des Schweizer Ruderverbandes in Sarnen.

## Fussnoten
1. ↑  Bio bei dominiccondrau.ch

| Personendaten    | Personendaten                              |
| ---------------- | ------------------------------------------ |
| NAME             | Condrau, Dominic                           |
| ALTERNATIVNAMEN  | Condrau, Dominic-Remo (vollständiger Name) |
| KURZBESCHREIBUNG | Schweizer Ruderer                          |
| GEBURTSDATUM     | 17. August 1999                            |